# 합동원자핵연구소

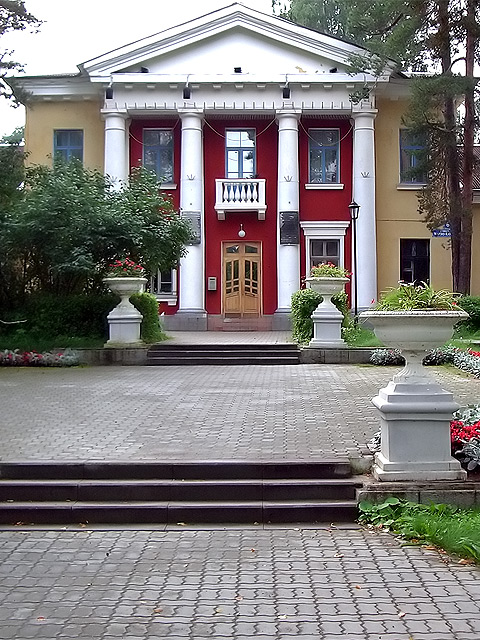

합동원자핵연구소(Joint Institute for Nuclear Research, JINR)는 러시아의 핵물리학 연구소이다. 모스크바 북쪽 110 km의 두브나시에 위치해 있다.

## 역사
18개국에서 온 5500명의 직원, 1000명의 박사(Ph.D)를 포함한 1200명의 연구원이 핵물리학을 연구하고 있다.
모스크바에서 북쪽으로 110 km 떨어진 두브나시에 세워진 이 과학기지에는 소련 최대의 핵실험실이 있었으며, 왕간창, 저우광자오(en:Zhou Guangzhao), 자오중야오, 팡서우센 등 중국의 주요 핵물리학자들도 이곳에서 배양됐다.

## 북한
1956년 3월, 북한은 러시아와 원자력의 평화적 이용 협력협정을 체결하고, 물리학자 30여 명을 모스크바 인근 두브나 합동원자핵연구소에 파견했다.
북한 핵물리학 연구의 원조는 1946년 10월에 설립한 김일성종합대학의 물리수학부다. 이후 물리수학부는 물리학부와 수학역학부로 분리했고, 1973년 김일성대학 물리학부에 핵물리학과가 개설되었다.
1980년대 중반 김일성대는 물리학부의 핵물리학과를 모체로 해서 원자력학부를 개설했다. 북한은 원자력학부를 개설하기 위해 물리학부를 졸업한 인재들을 소련 모스크바 국립종합대학 핵물리 전공 대학원에 유학 파견했다.
두브나 합동원자핵연구소는 소련 최고의 핵물리학 연구소다. 이 유학파들이 현재 김일성대 원자력학부의 강좌장·학부장 직무를 수행하고 있으며 이들이 키워내는 우수한 전문가들이 국방과학원을 채워가고 있다. 북·러간 과학 협력이 중단된 1990년까지 30여 년간 북한 과학자 250여 명이 이 연구소를 거쳐갔다.
1954년 조선 인민군 내에 이른바 '핵무기 방위 부문'을 설치한 북한은 1956년 물리학자 30여 명을 모스크바 인근 두브나 합동원자핵연구소에 파견했는데, 이것이 북한 핵 개발의 효시가 되었다.
북한은 1956년 JINR에 가맹한 이후 매년 핵 물리학자들을 러시아에 파견해 왔다. 2006년에도 해마다 5-8명의 북한 연구원이 두브나 합동원자핵연구소에 머물고 있다. 1986년 원자력공업부장으로 승진한 최학근도 이 연구소 출신이다. 최학근은 북한의 IAEA 가입 후인 1975년부터 IAEA 파견관 자격으로 두 차례 총회에 참석하면서 도서관에서 각국의 원자반응로 설계도 등과 관련된 자료를 복사해 북한으로 보냈다.
2014년 1월 북한 연구자 6명이 방사성 물질의 '핵변환' 등의 기술 습득을 위해 체류하고 있는 것이 확인됐으며, 3월에는 러시아에서 열린 JINR 전체 회의에 북한 외교관이 참석했다. 11월 현재도 JINR의 하부조직인 프레로프 핵반응연구소(FLNR) 등에서 북한 연구자가 활동 중이다. 북한은 JINR에 2013년 40만 달러, 2014년에 47만 달러의 분담금을 냈으며 2015년에는 53만 달러를 낼 예정이다.
2015년부터는 합동원자핵연구소 행사에 참여하는 것이 거부당하고 있다.

## 참여국
JINR 회원국은 18개국이다:
| - 아제르바이잔 - 아르메니아 - 벨라루스 - 불가리아 - 베트남 - 조지아 | - 카자흐스탄 - 조선민주주의인민공화국 - 쿠바 - 몰도바 - 몽골 - 폴란드 | - 러시아 - 루마니아 - 슬로바키아 - 우즈베키스탄 - 우크라이나 - 체코 |

Associate members are:
| - 이집트 - 독일 - 헝가리 | - 이탈리아 - 남아프리카 공화국 - 세르비아 |